# Ligne St-Gingolph–Bouveret–Monthey–St-Maurice
La ligne St-Gingolph–Bouveret–Monthey–St-Maurice est la partie suisse de la ligne du Tonkin qui permet de relier Genève au Valais via la rive sud du lac Léman. Contrairement au parcours français, le trafic n'a jamais été interrompu, tant voyageurs que marchandises.

## Historique
Le 14 juillet 1859, mise en service de la ligne Le Bouveret - Saint-Maurice, sans inauguration. Trois aller-retour quotidiens ont lieu. La ligne est propriété, et exploitée, par la Compagnie de la Ligne d'Italie (LI). Elle était prévue pour relier Aoste au Bouveret avec un tracé parallèle à la ligne du Simplon entre Saint-Maurice et Martigny. À la suite de changements politiques, elle est finalement reléguée en ligne secondaire et est construite comme une antenne de la ligne du Simplon.
Il faudra attendre le 1er juin 1886, soit plus de 25 ans, pour voir le premier train du PLM relier Évian-les-Bains au Bouveret.
Après la seconde Guerre mondiale, l'électrification de la ligne en 15000 V 16.7 Hz est mise en service en deux étapes :
- 18 juin 1946 entre la bifurcation des Paluds (ligne du Simplon) et Collombey-Muraz ;
- 1er octobre 1954 jusqu'à St-Gingolph.

## Perspectives futures
Le 20 février 2020 (3 mois après l'ouverture du CEVA), un comité de pilotage, composé des représentants suisses et français, se réunit pour redonner vie aux 17 kilomètres de voie manquants de la ligne du Tonkin afin de prolonger le Léman Express. Il prévoit des études jusqu'en 2022, le début des travaux vers 2024 et l'ouverture de la ligne en 2027.

## Gares et haltes

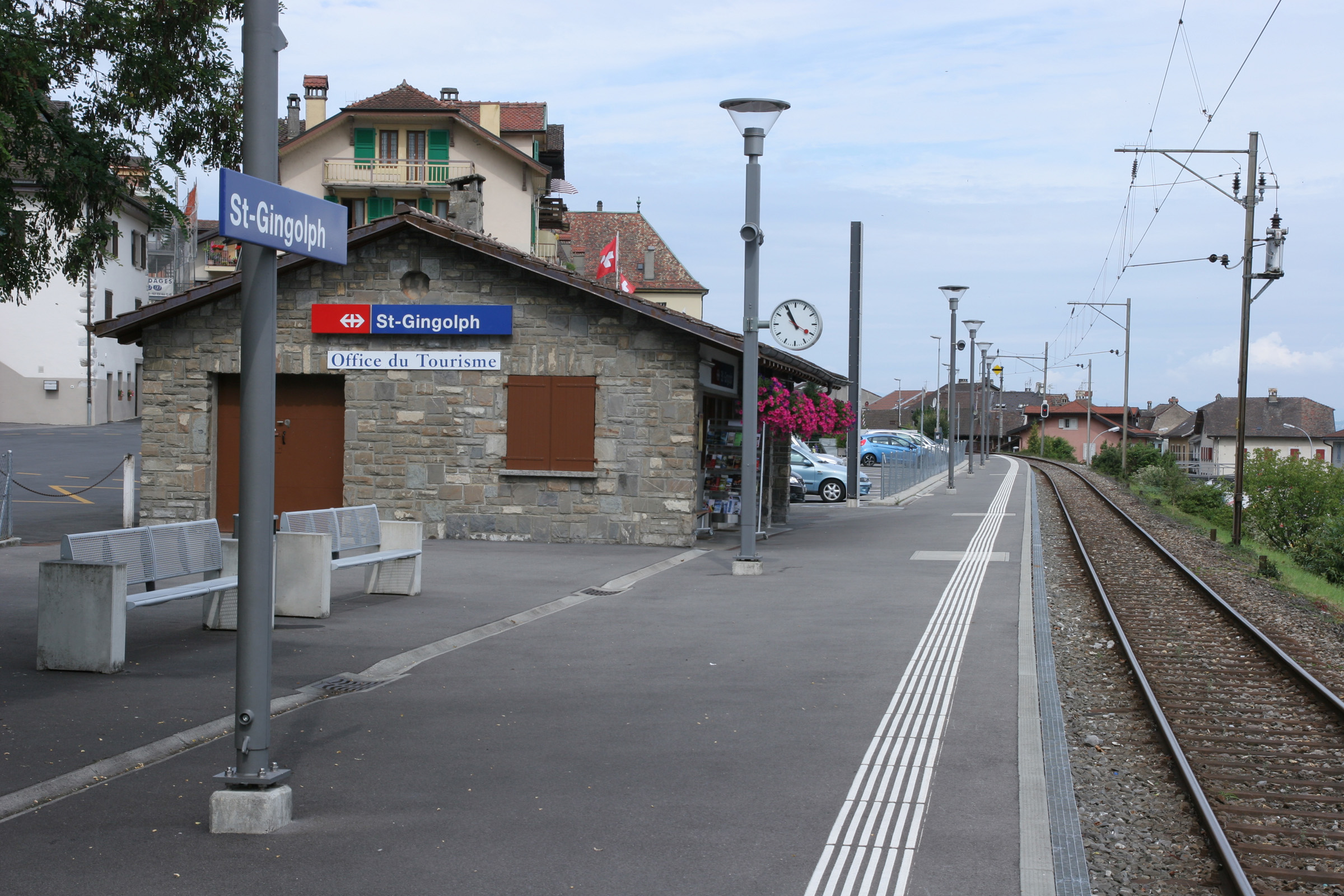
Gare de Saint-Gingolph
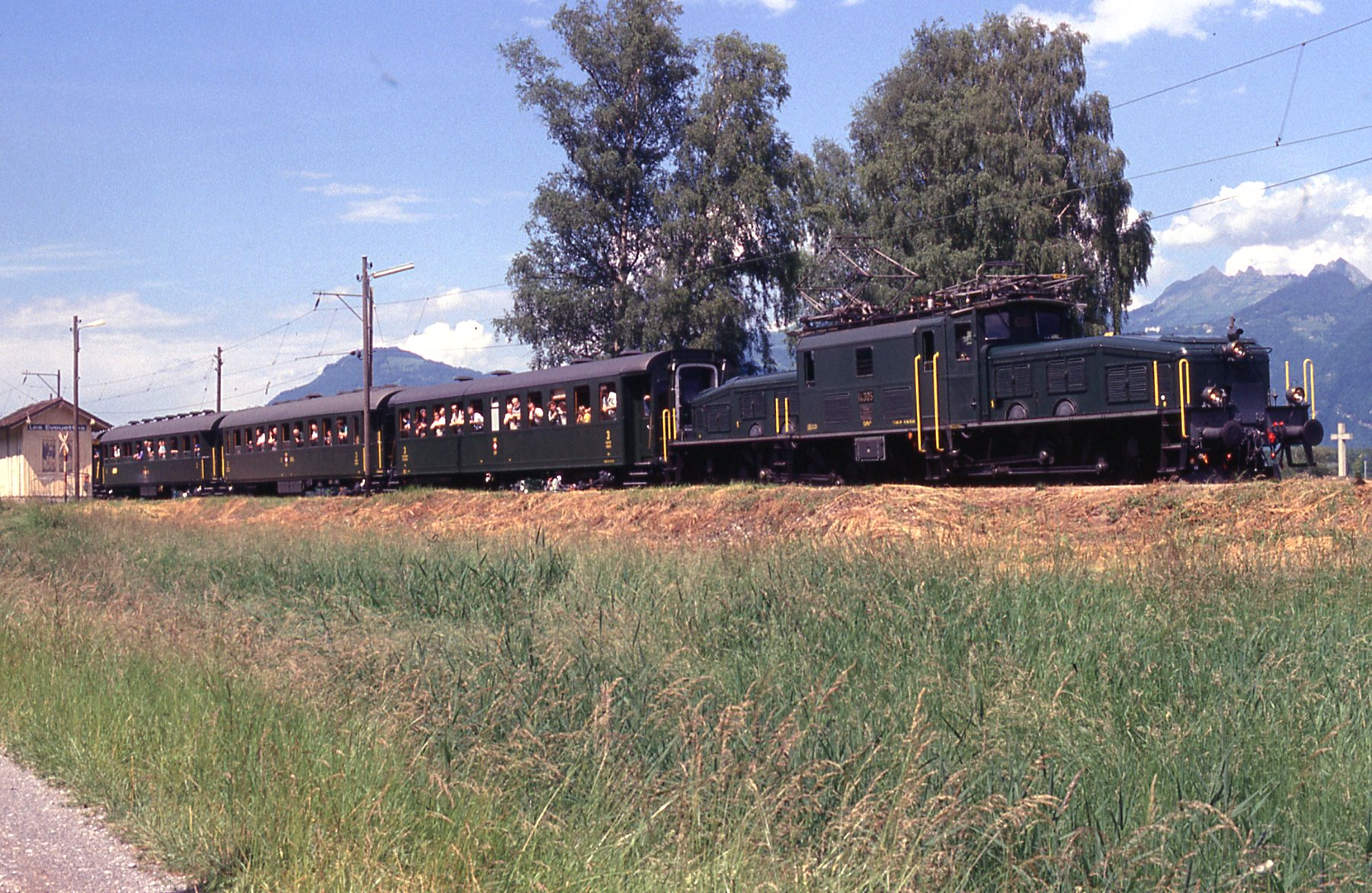
Halte des Évouettes
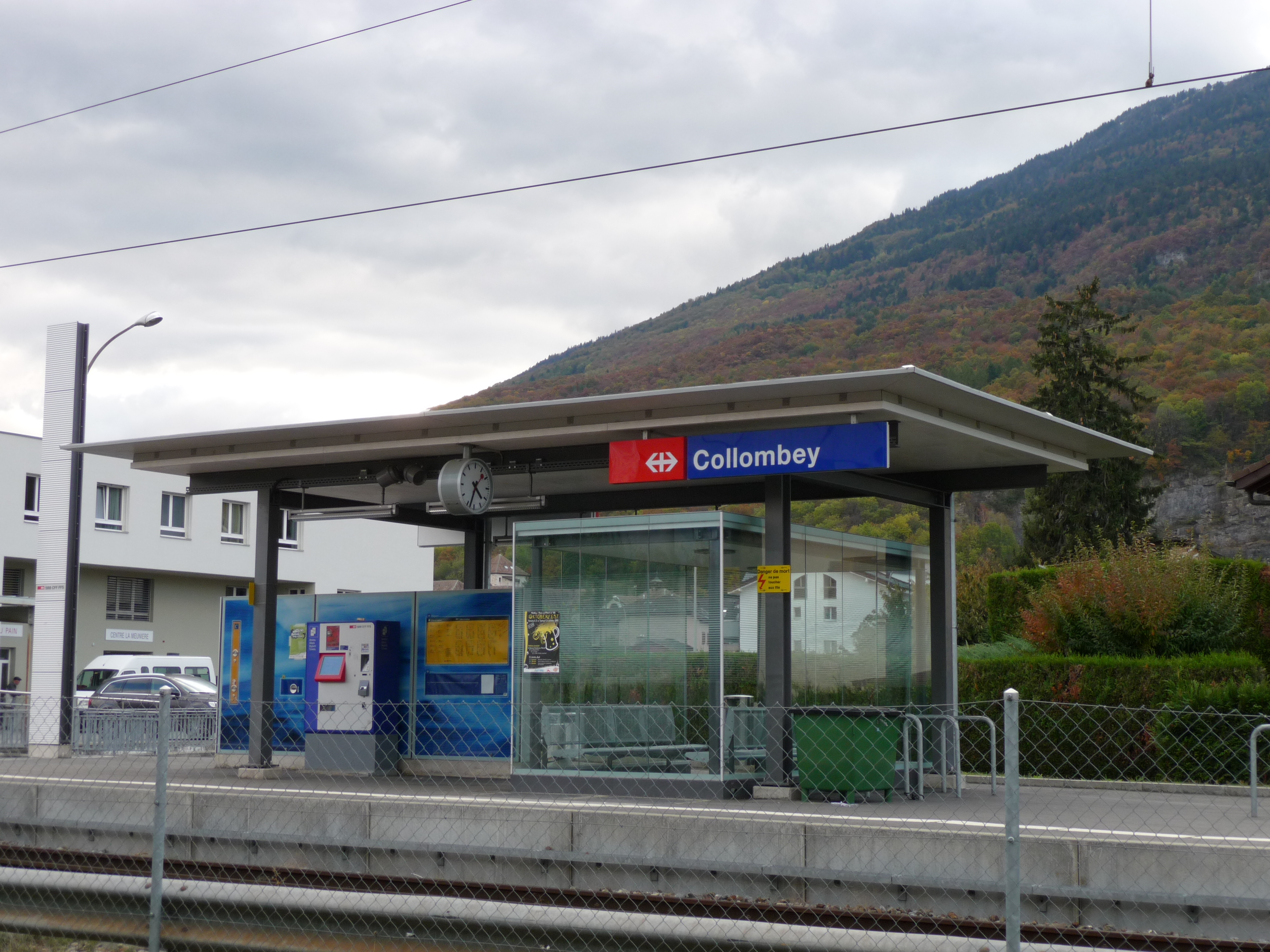
Halte de Collombey
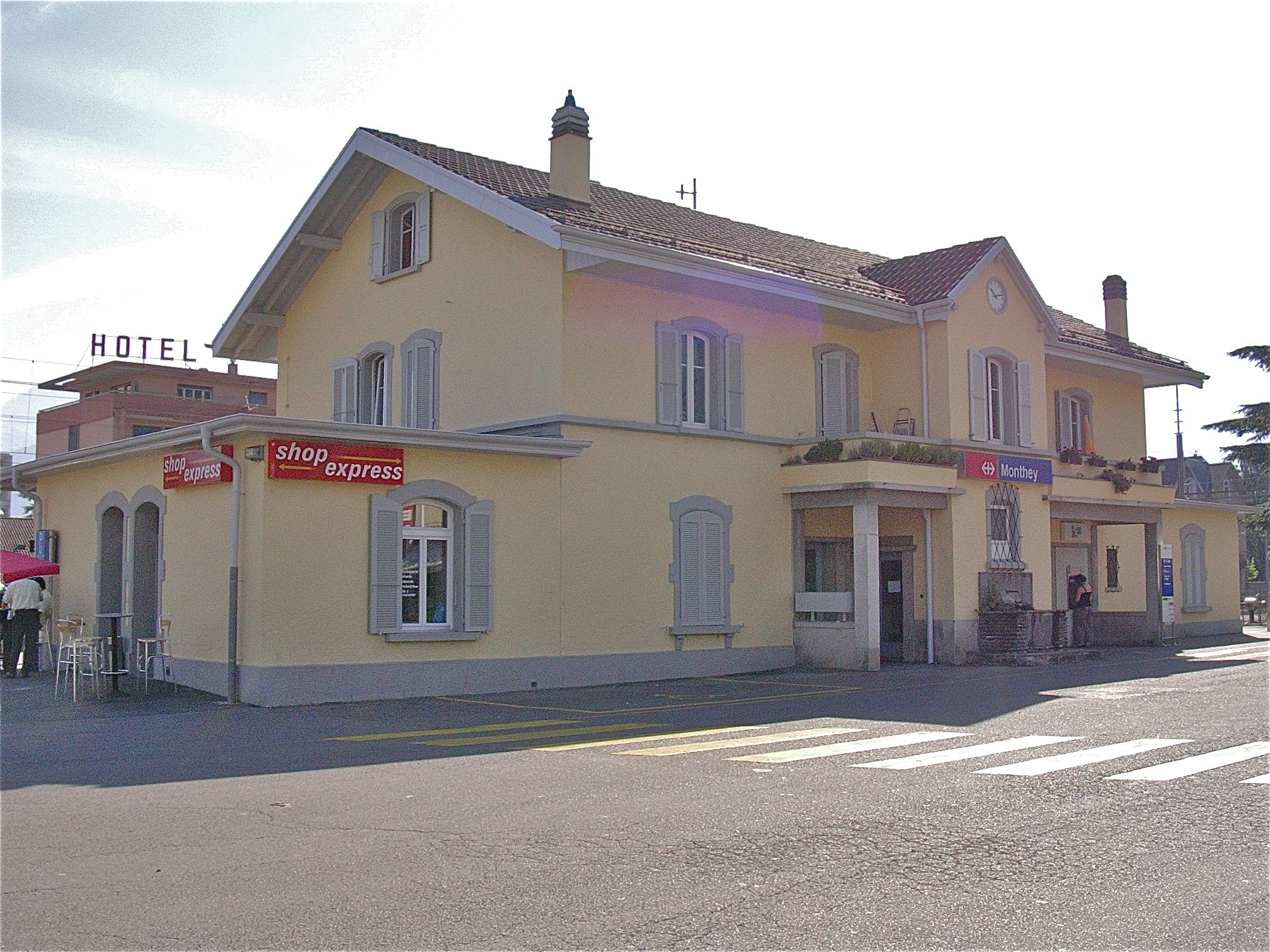
Gare de Monthey
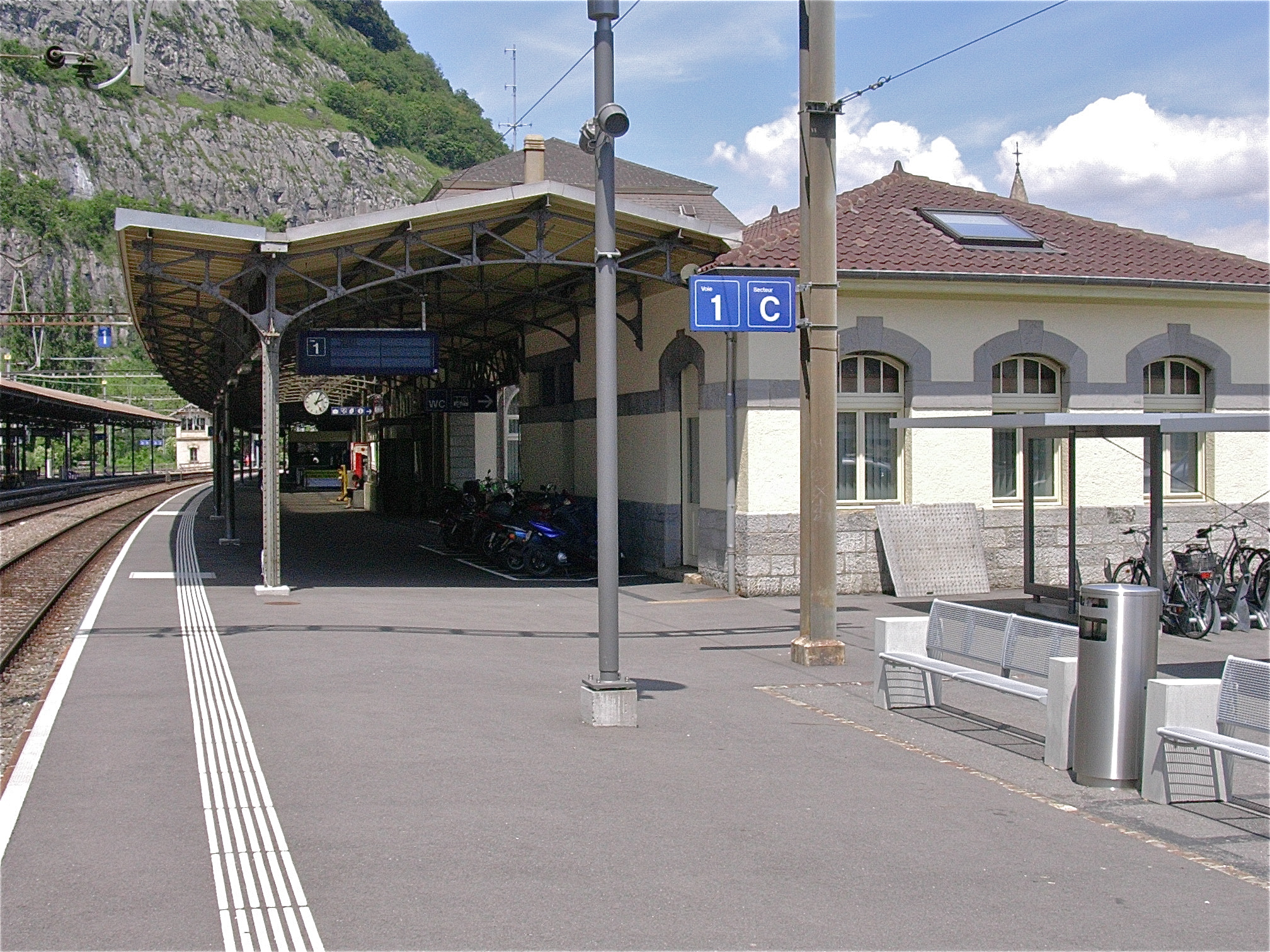
Gare de St-Maurice
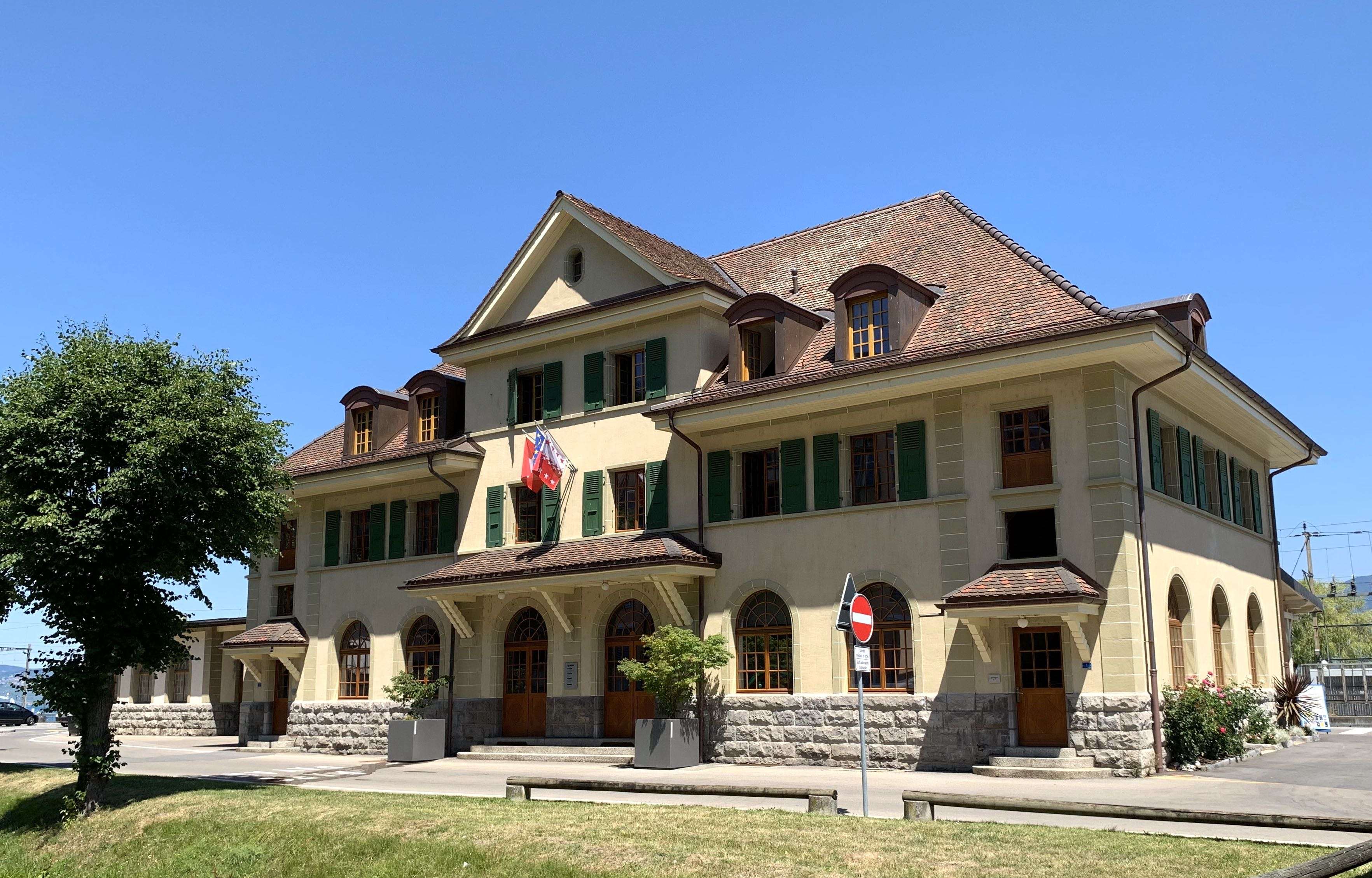
Gare du Bouveret